# Liste von Persönlichkeiten der Stadt Biberach an der Riß
Die folgenden Personen wurden in Biberach an der Riß geboren oder haben dort gewirkt. Diese Aufstellung erhebt keinen Anspruch auf Vollständigkeit.

## In Biberach an der Riß geborene Persönlichkeiten

### A
- Felicitas Abt (1741–1783), Schauspielerin

### B
- Harry Baer (* 1947), Schauspieler, Produzent, Autor
- Albert Baur (1856–1933), Chemiker, Erfinder und Fabrikant künstlicher Moschusdüfte
- Georg Ignatius Christoph Baur (1727–1790), kurfürstlicher Hofgoldschmied zu Augsburg
- Alf Bayrle (1900–1982), Maler und Grafiker
- Iris Beck (* 1961), Professorin für Erziehungswissenschaft an der Universität Hamburg
- Eugen Berger (1886–1962), Stadtrat und Zentrumsvorsitzender bis 1933
- Sandra Binder (* 1985), Autorin
- Jakob Bräckle (1897–1987), Maler
- Anton Braith (1836–1905), Tiermaler
- Albrecht von Brandenstein-Zeppelin (* 1950), Jurist und Unternehmer
- Constantin von Brandenstein-Zeppelin (* 1953), Unternehmensberater und Präsident des Malteser Hilfsdienstes
- Christoph Braun (1828–1898) Musikdirektor in Giengen und Biberach
- Georg Anton Bredelin (1752–1814), Lehrer und Schulvisitator, Dichter und Komponist von Schulcomödien, Opern und geistlichen Chorwerken
- Jodokus Bruder OSB (1442–1529), Abt Ochsenhausen
- Joseph von Brusselle (1808–1862), Offizier und Abgeordneter
- Oliver Brüstle (* 1962), Neuropathologe
- Stefanie Bürkle, geborene Angele (* 1969), Juristin, Politikerin (CDU), Landrätin des Kreises Sigmaringen
- Tillmann Buttschardt (* 1966), Geoökologe und Hochschullehrer

### D
- Theophil Dachtler (um 1553/54 – nach 1623), Jurist und Autor
- Markus Deibler (* 1990), Schwimmer, Olympiateilnehmer 2008 und 2012
- Steffen Deibler (* 1987), Schwimmer, Europameister, Olympiateilnehmer 2008 und 2012
- Nicole Delle (* 1977), Tischtennisnationalspielerin
- Bonaventura Diamant (1884–1957), Trappistenabt von Mariastern
- Kurt Diemer (* 1942), Historiker und Archivar
- Georg Christoph Dinglinger (1668–1745), Juwelier am Hofe von August dem Starken in Dresden
- Georg Friedrich Dinglinger (1666–1720), Hof-Emailleur bei August dem Starken in Dresden
- Johann Melchior Dinglinger (1664–1731), Hofjuwelier bei August dem Starken in Dresden. Seine Meisterwerke sind im Grünen Gewölbe in Dresden zu sehen.
- Konrad Dollinger (1840–1925), Baumeister

### E
- Carl Martin Ebersberg (1818–1880), Porträt- und Pferdemaler
- Stefan Eberlein (* 1967), Regisseur und Produzent von Dokumentarfilmen[1][2]
- Nikolaus Ellenbog (1481–1543), Benediktiner und Humanist
- Jakob Emele (1707–1780), geboren in Stafflangen, Barockbaumeister, der hauptsächlich im Dienst des Reichsstifts Schussenried tätig war
- Eberhard Emminger (1808–1885), Landschaftszeichner und Lithograph, bekannt für seine präzisen Städteansichten
- Heinz H. Engler (1928–1986), Designer, entwarf das erste Systemgeschirr in der Gastronomie
- Franz Joseph Epple (1789–1846), Heimatforscher und Dialektdichter in Schwäbisch Gmünd
- Gisela Erler (* 1946), Familienforscherin, Unternehmerin und Politikerin (Bündnis 90/Die Grünen)
- Franz Georg Ettle (1847–1907), Bildhauer

### F
- Nikolaus Faber oder Nikolaus Schmid OSB (1350–1422), erster Abt der späteren Reichsabtei Ochsenhausen von 1392 bis 1422
- Jochen Feucht (* 1968), Jazzmusiker
- Josef Filser (1847–1918), geboren in Rißegg, Oberamtmann
- Karl Heinrich Forschner (1880–1959), Zahnarzt und Prähistoriker
- Philomena Franz (1922–2022), Auschwitz-Überlebende, Zeitzeugin und Autorin
- Bruno Frey (1920–2005), Unternehmer, Kulturförderer und Mäzen
- Barbara Fritz (* 1964), Wirtschaftswissenschaftlerin
- Theodor Funk (1826–1896), württembergischer Oberamtmann

### G
- Martin Gerster (* 1971), Politiker (SPD)
- Roland Gießer (* 1971), Fotograf und Filmschaffender
- Gustav Theodor Goll (1822–1879), württembergischer Oberamtmann
- Karl Friedrich Göser (1803–1858), Maler
- Konstantin Gropper (* 1982), Musiker (Get Well Soon)

### H
- Jakob Bernhard Haas (1753–1828), Messinstrumentenbauer und Erfinder
- Meike Haas (* 1970), Kinderbuchautorin
- Christoph Hagel (* 1959), Dirigent und Opernregisseur
- Andreas Hammer (* 1975), Jurist und Richter am Bundesverwaltungsgericht
- Arthur Handtmann (1927–2018), Ingenieur, Gründer der Handtmann-Unternehmensgruppe
- Hugo Häring (1882–1958), Architekt
- Albert Hauth (1875–1929), Kaufmann, Farmer und Gelegenheitsdichter in Südwestafrika
- Stefan Heidenreich (* 1965), Kunst- und Medienwissenschaftler
- Martin Heilig (1938–2022), Maler und Mitbegründer der Biberacher APO
- Benjamin Herth (* 1985), Handballspieler und -trainer
- Albert Hetsch (1812–1876), Generalvikar
- Johann Hochmann (1528–1603), Jurist, Professor in Tübingen, brandenburgischer Rat und Rektor
- Michael Hornsby (* 1998), Fußballspieler

### J
- Holger Joos (* 1972), Drehbuchautor

### K
- Romane Holderried Kaesdorf (1922–2007), Zeichnerin
- Friedrich Kaiser (1814–1874), Schauspieler und Dramatiker des Wiener Volkstheaters
- Loris Karius (* 1993), Fußballspieler
- Philipp Käßbohrer (* 1983), Produzent und Regisseur, Grimmepreisträger
- Daniel Christoph Eduard Kick (1803–1880), Unternehmer der Kaolinindustrie
- Justin Heinrich Knecht (1752–1817), Komponist, Organist, Dirigent und Musikdirektor am Stuttgarter Hof. Als Kirchenmusiker machte er sich als Verfasser des Choralbuches für Württemberg einen Namen.
- Johannes Knuß OSB († 1476), Abt des Klosters Ochsenhausen
- Joseph Kopf (1737–1822), geboren in Stafflangen, Klosterschreiner des Reichsstiftes Schussenried
- Johann Konrad Krais (1755–1835), Chronist und Heimatforscher[3]
- Wolfgang Kuhn (* 1956), Manager
- Anton Kutter (1903–1985), Regisseur und Teleskopkonstrukteur

### L
- Franz Leopold Lafontaine (1756–1812), Arzt; Leibarzt des Königs Stanislaus von Polen
- Gregor Lamparter (≈1458–1523), württembergischer Kanzler und Rat
- Friedrich August von Landerer (1829–1918), Landgerichtspräsident, Landtagsabgeordneter
- Hermann Lemperle (1906–1983), Kunsthistoriker und Leichtathlet (Olympiade 1928)
- Simon Lengenberger OSB († 1498), Reichsabt Ochsenhausen
- Horst Lettenmayer (1941–2024), Unternehmer und Theaterschauspieler
- Ekke Leupolz (1937–2002), Maler und Mitbegründer der Biberacher APO
- Johann Adam Liebert, Edler von Liebenhofen (1697–1766), Silberhändler und Patrizier in Augsburg, Lieferant am Münchner und Wiener Hof
- Hans-Dieter Lippert (* 1946), Rechtswissenschaftler

### M
- Clemens Martini (1799–1862), Textilindustrieller in Augsburg
- Eberhard Karl Martini (1790–1835), Mediziner
- Ferdinand Martini (1798–1868), Mediziner
- Joseph Xaver Alexius Martini (1750–1819), Mediziner
- Karl Martini (1796–1869), Genremaler
- Ludwig Martini (1805–1878), Mediziner
- Hermann Alois Mayer (1871–1927), Geschäftsmann, Gesundheitsforscher, Erfinder, Philosoph und Schriftsteller
- Johann Jakob Mayer (1769–1852), Geistlicher, Kirchenlieddichter und Chronist
- Victor Mezger d. Ä. (1866–1936), Restaurator und Heimatforscher in Überlingen
- Mauritius Moritz OPraem (1717–nach 1782), 43. Abt der Reichsabtei Rot an der Rot
- Ernst Mühlschlegel (1828–1894), württembergischer Oberamtmann

### N
- Johann Lorenz Natter (1705–1763), Edelsteinschleifer, Gemmenschneider und Medailleur
- Karl Josef Bernhard von Neher (1806–1886), Maler (Stiftskirche Stuttgart) und Direktor der Kunstakademie Stuttgart
- Franz Ludwig Neher (1896–1970), Autor von Jugend- und Sachbüchern, Pseudonym Peter Hilten

### O
- Ludwig Ofterdinger (1810–1896), Mathematiker und Hochschullehrer
- Eugen Ostermayer (1849–1903), Apotheker und Chemiker
- Ernst Ottenbacher (1884–1984), Flugpionier

### P
- Paul Pauli (* 1960), Psychologe, Hochschullehrer und Universitätspräsident in Würzburg
- Johann Baptist Pflug (1785–1866), Genremaler
- Franz Xaver von Pflummern (1769–1851), Bürgermeister in Augsburg
- Josef Probst (1823–1905), Pfarrer und Geologe

### R
- Ernst Rau (1839–1875), Bildhauer der Uhlandbüste in Stuttgart und des Schillerdenkmals in Marbach am Neckar
- Dirk Raudies (* 1964), Motorradweltmeister 125 cm³ 1993
- Gustav Adolf Renz (1862–1946), Archivar
- Christian Ried (* 1979), Autorennfahrer und Unternehmer
- Geschwister Rommer (Auguste Katharine (1857–1883), Kathinka (1861–1883) und Georg (1855–1883)), Die schwäbischen Singvögel
- Stefan Rosenbauer (1896–1967), Fechter, Fotograf, lebte ab 1938 in Rio de Janeiro
- Jakob Rosius (1598–1676), Astronom, Mathematiker, Lehrer und Theologe, lebte ab 1622 in Biel

### S
- Christof Sauer (* 1963), evangelischer Theologe
- Julius Schad (1824–1900), Stadtschultheiß von Tuttlingen
- Johann Christoph Schaupp (1685–1757), Edelsteinschleifer und Medailleur
- Reinhold Christian Schelle (1845–1930), Fabrikant und Gründer des Wieland-Museums
- Paul Gerhardt Scheurlen (1923–2015), Internist und Hochschullehrer
- Otto Schlecht (1925–2003), von 1973 bis 1991 unter drei Kanzlern Staatssekretär im Bundeswirtschaftsministerium
- Gustav Schlotterer (1906–1989), NSDAP-Funktionär, SS-Oberführer und NSDAP-Gauwirtschaftsberater
- Albert Schmid (1929–1998), theoretischer Physiker und Professor in Karlsruhe
- Julius Schmid (1901–1965), Maler
- Sepp Schmid (1908–1992), Architekt
- Eberhard Martin Schmidt (1926–1995), Bildhauer, Maler und Grafiker
- Günter Schmitt (* 1946), Architekt, Autor und Mitglied der Deutschen Burgenvereinigung
- Johann Heinrich Schönfeld (1609–1684), Barockmaler, der ab 1633 lange in Italien lebte
- Franz Schöpfer (1798–1864), württembergischer Oberamtmann
- Jakob Schopper (1545–1616), Geistlicher, Theologe und Hochschullehrer
- Alf Schwarz (1935–2015), kanadischer Soziologe und Afrikaforscher, Hochschullehrer
- Dietmar Schwarz (* 1957), Dramaturg und Intendant
- Uli Schwarz (1934–2006), Biologe
- Amely Spötzl (* 1975), Bildhauerin und Multimediakünstlerin
- Eduard Springer (1872–1956), württembergischer Oberamtmann
- Jakob Steigmiller (* 1990), Radrennfahrer
- Inge Steiner (* 1970), Moderatorin
- Didacus Ströbele (1686–1748), Abt

### T
- Friedrich Thuma (1873–1963), Bildhauer
- Alexander von Tritschler (1828–1907), Architekt

### V
- Sieglinde Vollmer (1924–2025), Unternehmerin, Stifterin und Mäzenin
- Hermann Volz (1814–1894), Porträt- und Genremaler
- Ansgar Vonier (1875–1938), Benediktinermönch und Abt der Benediktinerabtei St. Mary’s in Buckfast, geboren in Ringschnait

### W
- Hermann Weber (* 1959), Hochschullehrer für Kunst & Design
- Helmut Weidelener (1937–2017) Jurist und Regierungspräsident des Regierungsbezirks Dresden
- Ernst Werner (1930–2021), theoretischer Physiker
- Manfred Wespel (* 1942), Germanist und Pädagoge
- Christoph Martin Wieland (1733–1813), Dichter, Übersetzer und Herausgeber zur Zeit der Aufklärung, im damals der Reichsstadt gehörenden Dorf Oberholzheim geboren
- Finn Wiest (* 1998), Jazzmusiker
- Georg Winter (* 1962), Bildender Künstler und Hochschullehrer
- Albert Wirth (1848–1923), Maler und Hochschullehrer in Berlin

### X
- Christian Xeller (1784–1872), Maler und Restaurator

### Z
- Eva Zalenga (* 1994), Opern- und Liedsängerin

## Weitere mit Biberach verbundene Persönlichkeiten
- Matthias Erzberger (1875–1921) war bis 1918 Reichstagsabgeordneter im Wahlkreis Biberach und späterer Reichsfinanzminister (Zentrum). Er wurde 1921 im Schwarzwald ermordet und in Biberach beerdigt.
- Thomas Fettback (* 1959), Oberbürgermeister 1994–2012
- Georg Heinrich Forschner (1853–1928), Zahnarzt und Kunstmaler
- Xaver Hohenleiter (genannt „Der Schwarze Veri“) (1788–1819), Räuber, gestorben durch Blitzschlag in einer Zelle im Ehinger Tor
- Julius Kaesdorf (1914–1993), Maler
- Carl Kopp (1856–1917), Zeichenlehrer und Amateurentomologe
- Adrian Kutter (* 1943), Biberacher Kinobesitzer und Begründer der Biberacher Filmfestspiele
- Paul Pauli (* 1960), Professor für Psychologie, seit 2021 Präsident der Julius-Maximilians-Universität Würzburg
- Alexander Hubert Law von Volborth (1885–1973), deutsch-russischer Landschaftsmaler, Grafiker und Illustrator
- Heinrich Vollmer (1885–1961) begründete 1909 die Vollmer-Werke und verlegte sie 1910 von Ebingen nach Biberach.
- Norbert Zeidler (* 1967), Oberbürgermeister seit 2013

## Ehrenbürger
Die Jahreszahlen geben den Zeitpunkt der Verleihung der Ehrenbürgerwürde wieder.
- 1821: Josef Christian von Schliz (1781–1861)
- 1821: Christoph Lerch (1781–?)
- 1860: Christoph Konstantin von Zwerger (1796–1863), Oberamtsrichter
- 1871: Josef Bader, Feldwebel
- 1872: Adolf Nachbauer (1808–?), Dekan
- 1889: Friedrich Mayer (1817–?)
- 1891: Anton Braith (1836–1905), Tiermaler und Professor in München
- 1899: Josef Probst (1823–1905), Pfarrer, Geologe, Paläontologe und Stifter für das Stadtmuseum
- 1905: Christian Friedrich Mali (1832–1906), Maler und Professor in München
- 1919: Elisabeth Karoline Emma Maria Hecht, geb. Peucer (1854–1938), Apothekers-Witwe
- 1919: Karl Peucer (1843–1937), Geheimer Justizrat
- 1920: Gustav Baur (1846–1932), Kommerzienrat
- 1920: Reinhold Christian Schelle (1845–1930), Fabrikant
- 1923: Otto Bockshammer (1868–1957), Oberregierungsrat
- 1926: Heinrich Forschner der Ältere (1853–1928), Zahnarzt
- 1930: Johann Adam Kuhn (1860–1932), Oberlehrer
- 1931: Wilhelm Gustav Gerster (1856–1936), Posamentenfabrikant
- 1948: Adolf Pirrung (1878–1965), Generaldirektor
- 1949: Otto Fries (1869–1954), Oberlehrer
- 1950: Friedrich Montag (1875–1958), Fabrikant
- 1964: Wilhelm Leger (1894–1964), Oberbürgermeister
- 1965: Karl Otto Gerster (1890–1967), Fabrikant
- 1965: Carl Kleindienst (1878–1970), Kaufmann, Heimatforscher
- 1967: Jakob Bräckle (1897–1987), Maler
- 1971: Eugen Schelle (1891–1972), Kaufmann
- 1975: Hans Liebherr (1915–1993), Unternehmer
- 1983: Hugo Rupf (1908–2000), Unternehmer
- 1993: Bruno Frey (1920–2005), Unternehmer
- 1994: Claus-Wilhelm Hoffmann (1932–2025), Oberbürgermeister
- 2002: Friedrich Kolesch (1929–2014), Unternehmer
- 2007: Arthur Handtmann (1927–2018), Unternehmer
- 2022: Sieglinde Vollmer (1924–2025), Unternehmerin, Stifterin und Mäzenin